# Anuridella marina
Anuridella marina är en urinsektsart som beskrevs av Willem 1906. Anuridella marina ingår i släktet Anuridella, och familjen Neanuridae. Arten är reproducerande i Sverige.